# Классификация Баутц — Моргана
Классификация Баутц — Моргана была разработана Лаурой Баутц (англ. Laura P. Bautz) и Уильямом Морганом (англ. William W. Morgan) 
для разделения скоплений галактик на классы в зависимости от их морфологии. В классификации присутствуют три главных класса: I, II, III. Также существуют промежуточные классы I-II, II-III. Изначально был предложен класс IV, но в финальную работу он не был включён.

## Классификация
- В скоплении типа I доминирует яркая крупная галактика типа cD. Примеры: Abell 2029, Abell 2199.
- Скопление типа II содержит эллиптические галактики, яркость которых относительно  скопления является промежуточной по сравнению с типами I и III. Пример: скопление Волос Вероники.
- В скоплении типа III нет выделяющихся галактик, как в скоплении Девы. В данном типе выделяют два подтипа:
  - Тип IIIE: скопление не содержит большого количества гигантских спиральных галактик.
  - Тип IIIS: скопление содержит значительное количество гигантских спиральных галактик.
- К типу IV должны были относиться скопления, в которых ярчайшими галактиками являются спиральные.[2]

## Примеры
|  | Пример                   | Тип        | Примечания |
|  | ------------------------ | ---------- | ---------- |
|  | Abell 2199               | Тип I      |            |
|  | Abell S740               | Тип I-II   |            |
|  | Скопление Волос Вероники | Тип II     |            |
|  | Abell 1689               | Тип II-III |            |
|  | Скопление Девы           | Тип III    |            |
|  |                          | Тип IIIS   |            |
|  |                          | Тип IIIE   |            |